# (7495) Feynman
(7495) Feynman – planetoida z pasa głównego asteroid okrążająca Słońce w ciągu 4 lat i 258 dni w średniej odległości 2,81 j.a. Została odkryta 22 listopada 1995 roku w Obserwatorium Kleť. Przed nadaniem nazwy planetoida nosiła oznaczenie tymczasowe (7495) 1995 WS4.